# Gnaeus Cornelius Dolabella (Konsul 81 v. Chr.)
Gnaeus Cornelius Dolabella war ein römischer Politiker der späten Republik aus dem Zweig der Dolabellae der patrizischen Familie der Cornelier.
Vielleicht ist er mit dem Gnaeus Cornelius zu identifizieren, der auf einer Inschrift als Offizier (Militärtribun?) des Gnaeus Pompeius Strabo bei der Belagerung Asculums 89 v. Chr. genannt wird. 83 und 82 v. Chr. kommandierte er, wohl als Legat, Flotteneinheiten Sullas im Bürgerkrieg und nahm an den Schlachten bei Sacriportus und der Porta Collina teil. Während der Diktatur Sullas wurde er 81 v. Chr. Konsul. Von 80 v. Chr. bis wohl 77 v. Chr. war er als Prokonsul Statthalter in Makedonien. Nach seiner Rückkehr nach Rom feierte er einen Triumph. Er wurde danach vom jungen Gaius Iulius Caesar wegen Erpressung angeklagt, aber nach Verteidigung durch Gaius Aurelius Cotta und Quintus Hortensius Hortalus freigesprochen.